# Rautas
Rautas este o arie protejată (arie specială de conservare — SAC, sit de importanță comunitară — SCI) din Suedia întinsă pe o suprafață de 81.694,2 ha, integral pe uscat.

## Localizare
Centrul sitului Rautas este situat la coordonatele 68°01′00″N 19°56′12″E / 68.0166°N 19.9368°E.

## Înființare
Situl Rautas a fost declarat sit de importanță comunitară în decembrie 1995 pentru a proteja 2 specii de plante și 2 specii de animale. Situl a fost protejat și ca arie specială de conservare în decembrie 2009.

## Biodiversitate
Situată în ecoregiunile alpină și boreală, aria protejată conține 16 habitate naturale: Lacuri și iazuri distrofice naturale, Izvoare fino-scandinave și mlaștini produse de izvoare bogate în minerale, Păduri fino-scandinave bogate în ierburi cu Picea abies, Pajiști alpine și boreale, Păduri caducifoliate de mlaștină fino-scandinave, Turbării Aapa, Turbării Palsa, Taiga vestică, Râuri de munte și vegetația erbacee de pe malurile acestora, Mlaștini împădurite, Păduri nordice subalpine/subarctice cu Betula pubescens ssp. czerepanovii, Râuri naturale fino-scandinave, Cursuri de apă de la nivel de câmpie la nivel montan, cu vegetație Ranunculion fluitantis și Callitricho-Batrachion, Grohotișuri silicioase de la nivelul montan până la nivelul zăpezii (Androsacetalia alpinae și Galeopsietalia ladani), Fânețe montane, Pante stâncoase silicioase cu vegetație casmofită.
La baza desemnării sitului se află mai multe specii protejate:
- plante (2): ochii-șoricelului (Saxifraga hirculus), Trisetum subalpestre
- mamifere (2): vidră de râu (Lutra lutra), râs eurasiatic (Lynx lynx)